# تحصیل جند
تحصیل جند (به انگلیسی: Jand Tehsil) یک تحصیل در پاکستان است که در پنجاب واقع شده‌است.